# محوطه آسیاب احمد بیگ
محوطه آسیاب احمد بیگ مربوط به سده‌های متاخر دوران‌های تاریخی پس از اسلام است و در شهرستان بجنورد، بخش گرمخان، دهستان گرمخان، ۲۰۰ متری شمال روستای قارلق واقع شده و این اثر در تاریخ ۲۷ بهمن ۱۳۸۷ با شمارهٔ ثبت ۲۴۶۶۰ به‌عنوان یکی از آثار ملی ایران به ثبت رسیده است.